# Društvo za razvoj humanistike
Društvo za razvoj humanistike, do leta 2018 znano kot Zofijini ljubimci, je humanistično društvo, ki deluje predvsem v Mariboru, na Ptuju in okolici, pa tudi širše. Polno ime društva, ki je bilo registrirano leta 2001, je 'Zofijini ljubimci - društvo za razvoj humanistike'. Njegov cilj in namen sta širjenje in promocija humanistike, še zlasti filozofije, in kritičnega mišljenja. Društvo se v prvi vrsti ukvarja z organizacijo številnih predavanj s področja humanistike in aktualnih družbeno-političnih dogajanj, ki jih organizira samostojno ali pa v sodelovanju z ostalimi društvi, s civilnodružbenimi gibanji in z izobraževalnimi zavodi. 

## Organizacija in delovanje Zofijinih
Začetki delovanja društva segajo v leto 1996 iz potrebe po organiziranju dodatnih dejavnosti študentov in profesorjev oddelka za filozofijo takratne Pedagoške fakultete Univerze v Mariboru, ki bi presegale razmeroma ozki študijski program in zanimanje sodelujočih za filozofijo vključilo v širši mariborsko kulturno življenje, ki mu je izrazito manjkalo te vrste dejavnosti. Prve dejavnosti društva-v-nastajanju so se vrtele okoli urejanja tedenske enourne filozofske oddaje na študentskem radiu MARŠ. Kar je bilo sprva dejavnost študentov filozofije in njihovih profesorjev se je sčasoma razvilo v potrebo po društvenem organiziranju, ki bi pod enoten društveni dežnik povezal vse raznolike dejavnosti sodelujočih. Cikel prvih predavanj leta 1997, ki jih je prirejalo društvo, je pokrival še pretežno filozofsko tematiko. V naslednjih letih se je tematski krog razširil na širšo humanistiko, področje socialnega dela in družbene angažiranosti. Skromnen cilj predstavljanja študentov filozofije mariborski intelektualni javnosti je tako prerasel v redno tedensko radijsko oddajo z objavo avtorskih prispevkov, recenzij, strokovnih predavanj, okroglih miz, javnih tribun, ipd. Leta 2010 je radijska oddaja sicer prenehala z delovanjem, nadomestilo pa jo je objavljanje zvočnih posnetkov preko podcastov dostopnih na spletu.
Po društvenem statutu je društvo Zofijinih »nepridobitno in prostovoljno združenje fizičnih oseb, ki jih združuje zanimanje za humanistiko in filozofijo, kakor tudi njuna uveljavitev v javnem življenju.« Predvsem je v ospredju vidik uveljavljanja filozofije in družbeno kritične filozofije v mariborskem prostoru, po možnosti tudi širše. Sedež društva je zato v Mariboru. Kot za ostala društva v Republiki Sloveniji organizacijo in financiranje delovanja določa Zakon o društvih. Delovanje v društvu je v osnovi prostovoljno, zato se financira pretežno s članarinami, prostovoljnimi darovi in občasnimi prijavami na javne razpise.

## Projekti
Tekom delovanja društva se je znotraj društva in ob sodelovanju z ostalimi društvi ter civilno-družbenimi skupinami razvil širok sklop zanimanj, ki jih društvo vključuje v svoje delovanje in jih koordinira. Številni projekti so posledica raznovrstnosti izobrazbenega profila in zanimanja članstva.
Med medijsko odmevnejšimi projekti se je v sodelovanju z društvom osnovala sekcija za univerzalni temeljni dohodek (UTD), ki promovira uvedbo trajnega vira prihodka ter garanta vsaj minimalne finančne svobode za vse prebivalce neke države.
Ostali projekti so spletni časopis društva, pedagoški kotiček za pouk filozofije, spletni forum. Projekti, ki vključujejo predavanja in okrogle mize, so vezani na posamezno študijsko leto in so tematsko določeni. V vsakem študijskem letu sta vsaj dva cikla predavanj, pomladni in jesenski. Na primer, v študijskem letu 2010/11 je društvo jeseni izvedlo cikel več kot desetih predavanj "Zofijini humanistični večeri" in pomladi naslednje leto nov cikel predavanj "Naravoslovje in družboslovje – dve strani iste medalje." Govorci na predavanjih zajemajo širok razpon od profesorjev mestne Filozofske fakultete, preko aktivistov civilnodružbenih organizacij do gostujočih filozofov in ostalih intelektualcev. Predavanja so pogosto v soorganizaciji z ostalimi društvi podobnih zanimanj. 
Poleg letno načrtovanih dogodkov se v društvu in v sodelovanju z ostalimi društvi razvijajo številni projekti v odziv na aktualna družbena in politična dogajanja. Sem sodijo dogodki povezani z izgradnjo (načrtovane) sežigalnice na Kidričevem, Mariborom kot Evropsko prestolnico kulture leta 2012 in Kulturno ambasado Palestine.

### Sekcija UTD
Sekcija UTD - sekcija za promocijo univerzalnega temeljnega dohodka je posebna dejavnost Društva za razvoj humanistike iz Maribora. Sekcija se je oblikovala v Ljubljani 20. januarja 2010, da bi bili ljudje v Sloveniji bolje seznanjeni in bi razvijali idejo univerzalnega temeljnega dohodka. Pobudo za nastanek sekcije so dali Vojko Kogej, Uroš Boltin, Srečo Dragoš in Branko Gerlič .
V Sloveniji je brezpogojno pravico do temeljnih življenjskih sredstev prvi zahteval Janez Evangelist Krek že leta 1901 z besedami:
»Pri komer je sila tolika, da je življenje v resni nevarnosti, si sme potrebnih stvari vzeti iz tujega premoženja, javno ali tajno in to ni ne tatvina in ne rop. /…/ Eksistenčno pravo je višje nego lastninsko; zato v skrajni sili neha dolžnost, ki jo naklada lastninska pravica.« Za tem navedkom je Krek opozoril še na posledice: kjer se te pravice »nehajo upoštevati, razpade družba.«
Prav to je bistvo UTD: gre za brezpogojno pravico do temeljnih življenjskih sredstev, ki mora biti zagotovljena na samoumeven način, torej brez kakršnegakoli pogojevanja z lastninskimi ali delovnimi upravičenji.
V devetdesetih letih je idejo temeljnega dohodka s tem poimenovanjem obudil Veljko Rus v knjigi Socialna država in družba blaginje (1990) Kasneje so se temu družbenemu vprašanju posvečali Igor Pribac, Srečo Dragoš in številni drugi. Med njimi sta bila najbolj prizadevna Branko Gerlič in Valerija Korošec, slednja zlasti s svojimi članki v tedniku Mladina. Prav ti članki so spodbudili Društvo za razvoj humanistike iz Maribora, da je podprlo pobudo za ustanovitev Sekcije. Posebej pomembna za razširjanje in razvijanje ideje o temeljnem dohodku pa je bila znanstvena monografija Valerije Korošec z naslovom UTD v Sloveniji – zakaj in kako. Ta njena raziskava vse do danes ni doživela resne in utemeljene kritike.
Doslej so izšli tudi štirje zborniki o UTD, pri katerih so sodelovali tudi članice in člani sekcije, ki temo predstavljajo z različnih vidikov. Prvi je izšel leta 2004 z naslovom Brezplačno kosilo za vse? Predlog univerzalnega temeljnega dohodka (ur. slovenskega dela zbornika je Igor Pribac, Krtina).  Drugi zbornik, z naslovom UTD v Sloveniji: premisleki, stališča, dokumenti, sta leta 2011 uredila Igor Pribac in Valerija Korošec (Krtina). Leta 2018 je pod uredništvom Tomaža Gerdine izšel tretji zbornik, z naslovom Usoda tržnega dna: nuja, želja ali skriti nameni? (OPRO) in naslednje leto še zbornik, Enostavna ideja: univerzalni temeljni dohodek, ki ga je uredil Srečo Dragoš (Fakulteta za socialno delo, UL). 
Sekcija za UTD se je povezala s podporniki te zamisli na mednarodni ravni, najprej z avstrijskimi zagovornicami in zagovorniki temeljnega dohodka, nato pa še s tistimi v drugih državah EU. Slovenska Sekcija za UTD je med ustanovitelji UBIE – evropskega združenja za UTD, prav tako je Sekcija pridobila status polnopravne članice v svetovni mreži za UTD – BIEN. V tej mreži predstavljata Slovenijo Valerija Korošec in Sebastjan Pikl.

## Povezave
- Spletna stran Zofijinih ljubimcev
- Stara stran Arhivirano 2013-12-24 na Wayback Machine.